# Brown Ideye
Brown Aide Ideye (Yenagoa, 10 ottobre 1988) è un ex calciatore nigeriano, di ruolo attaccante.

## Carriera

### Club
Nelle file della squadra svizzera Neuchâtel Xamax Brown si fa notare con 21 gol in 50 presenze, il 21 gennaio 2010 viene acquistato per circa 4 milioni di euro dal Sochaux che con i suoi gol nel maggio 2011 porta al 7º posto in campionato che vale l'accesso all'UEFA Europa League 2011-2012.
Il 7 luglio 2011 viene acquistato dalla Dinamo Kiev per circa 8 milioni di euro, con il quale firma un contratto di cinque anni.
Il 18 luglio 2014 viene acquistato per 11 milioni di euro dagli inglesi del West Bromwich Albion, con cui firma un contratto di tre anni con opzione per il quarto.
Il 31 agosto 2015 viene acquistato dall'Olympiacos.

### Nazionale
Ha partecipato ai Mondiali Under-20 2007 in Canada scendendo in campo 4 volte e realizzando una rete contro la Costa Rica.
Viene convocato in extremis per i Mondiali di Sudafrica 2010 al posto dell'infortunato Obi Mikel.
Nel 2013 vince con la nazionale la Coppa d'Africa in Sudafrica e partecipa alla Confederations Cup in Brasile.

## Statistiche

### Presenze e reti nei club
Statistiche aggiornate al 7 luglio 2020.
| Squadra                | Stagione               | Campionato             | Campionato | Campionato | Coppe nazionali | Coppe nazionali | Coppe nazionali | Coppe continentali | Coppe continentali | Coppe continentali | Altre coppe | Altre coppe | Altre coppe | Totale | Totale |
| Squadra                | Stagione               | Comp                   | Pres       | Reti       | Comp            | Pres            | Reti            | Comp               | Pres               | Reti               | Comp        | Pres        | Reti        | Pres   | Reti   |
| ---------------------- | ---------------------- | ---------------------- | ---------- | ---------- | --------------- | --------------- | --------------- | ------------------ | ------------------ | ------------------ | ----------- | ----------- | ----------- | ------ | ------ |
| 2007-2008              | Neuchâtel Xamax        | SL                     | 5          | 1          | CS              | 0               | 0               | -                  | -                  | -                  | -           | -           | -           | 5      | 1      |
| 2008-2009              | Neuchâtel Xamax        | SL                     | 33         | 10         | CS              | 3               | 3               | -                  | -                  | -                  | -           | -           | -           | 36     | 13     |
| 2009-gen. 2010         | Neuchâtel Xamax        | SL                     | 17         | 12         | CS              | 3               | 4               | -                  | -                  | -                  | -           | -           | -           | 20     | 16     |
| Totale Neuchâtel Xamax | Totale Neuchâtel Xamax | Totale Neuchâtel Xamax | 55         | 23         |                 | 6               | 7               |                    | -                  | -                  |             | -           | -           | 61     | 30     |
| gen.-giu. 2010         | Sochaux                | L1                     | 17         | 2          | CF+CdL          | 3+0             | 3               | -                  | -                  | -                  | -           | -           | -           | 20     | 5      |
| 2010-2011              | Sochaux                | L1                     | 35         | 15         | CF+CdL          | 3+0             | 2               | -                  | -                  | -                  | -           | -           | -           | 38     | 17     |
| Totale Sochaux         | Totale Sochaux         | Totale Sochaux         | 52         | 17         |                 | 6               | 5               |                    | -                  | -                  |             | -           | -           | 58     | 22     |
| 2011-2012              | Dinamo Kiev            | PL                     | 27         | 12         | KU              | 1               | 0               | UCL+UEL            | 2+8                | 0+2                | SU          | -           | -           | 38     | 14     |
| 2012-2013              | Dinamo Kiev            | PL                     | 28         | 17         | KU              | 1               | 0               | UCL+UEL            | 10+1               | 4+0                | -           | -           | -           | 40     | 21     |
| 2013-2014              | Dinamo Kiev            | PL                     | 19         | 5          | KU              | 3               | 3               | UEL                | 7                  | 2                  | -           | -           | -           | 29     | 10     |
| Totale Dinamo Kiev     | Totale Dinamo Kiev     | Totale Dinamo Kiev     | 74         | 34         |                 | 5               | 3               |                    | 28                 | 8                  |             | -           | -           | 107    | 45     |
| 2014-2015              | West Bromwich          | PL                     | 24         | 4          | FACup+CdL       | 3+3             | 2+1             | -                  | -                  | -                  | -           | -           | -           | 30     | 7      |
| ago. 2015              | West Bromwich          | PL                     | 0          | 0          | FACup+CdL       | 0+1             | 0               | -                  | -                  | -                  | -           | -           | -           | 1      | 0      |
| Totale West Bromwich   | Totale West Bromwich   | Totale West Bromwich   | 24         | 4          |                 | 7               | 3               |                    | -                  | -                  |             | -           | -           | 31     | 7      |
| ago. 2015-2016         | Olympiacos             | SL                     | 24         | 10         | CG              | 4               | 2               | UCL+UEL            | 6+2                | 1+0                | -           | -           | -           | 36     | 13     |
| 2016-feb. 2017         | Olympiacos             | SL                     | 20         | 13         | CG              | 2               | 1               | UCL+UEL            | 2+6                | 0+1                | -           | -           | -           | 30     | 15     |
| Totale Olympiakos      | Totale Olympiakos      | Totale Olympiakos      | 44         | 23         |                 | 6               | 3               |                    | 16                 | 2                  |             | -           | -           | 66     | 28     |
| 2017                   | Tianjin Teda           | CSL                    | 14         | 4          | CC              | 1               | 0               | -                  | -                  | -                  | -           | -           | -           | 15     | 4      |
| 2018                   | Malaga                 | PD                     | 13         | 1          | CR              | 0               | 0               | -                  | -                  | -                  | -           | -           | -           | 13     | 1      |
| 2019-2020              | Arīs Salonicco         | SL                     | 22         | 8          | KE              | 5               | 2               | UEL                | 4                  | 0                  |             | -           | -           | 31     | 10     |
| Totale carriera        | Totale carriera        | Totale carriera        | 298        | 114        |                 | 36              | 23              |                    | 48                 | 10                 |             | -           | -           | 382    | 147    |

### Cronologia presenze e reti in nazionale
| Cronologia completa delle presenze e delle reti in nazionale ― Nigeria | Cronologia completa delle presenze e delle reti in nazionale ― Nigeria | Cronologia completa delle presenze e delle reti in nazionale ― Nigeria | Cronologia completa delle presenze e delle reti in nazionale ― Nigeria | Cronologia completa delle presenze e delle reti in nazionale ― Nigeria | Cronologia completa delle presenze e delle reti in nazionale ― Nigeria | Cronologia completa delle presenze e delle reti in nazionale ― Nigeria | Cronologia completa delle presenze e delle reti in nazionale ― Nigeria |
| Data                                                                   | Città                                                                  | In casa                                                                | Risultato                                                              | Ospiti                                                                 | Competizione                                                           | Reti                                                                   | Note                                                                   |
| ---------------------------------------------------------------------- | ---------------------------------------------------------------------- | ---------------------------------------------------------------------- | ---------------------------------------------------------------------- | ---------------------------------------------------------------------- | ---------------------------------------------------------------------- | ---------------------------------------------------------------------- | ---------------------------------------------------------------------- |
| 11-8-2010                                                              | Suwon                                                                  | Corea del Sud                                                          | 2 – 1                                                                  | Nigeria                                                                | Amichevole                                                             | -                                                                      | 32’                                                                    |
| 11-10-2011                                                             | Watford                                                                | Ghana                                                                  | 0 – 0                                                                  | Nigeria                                                                | Amichevole                                                             | -                                                                      | 74’                                                                    |
| 12-11-2011                                                             | Abuja                                                                  | Nigeria                                                                | 0 – 0                                                                  | Botswana                                                               | Amichevole                                                             | -                                                                      | Ingresso                                                               |
| 13-10-2012                                                             | Calabar                                                                | Nigeria                                                                | 6 – 1                                                                  | Liberia                                                                | Qual. Coppa d'Africa 2013                                              | -                                                                      | 76’                                                                    |
| 14-11-2012                                                             | Miami                                                                  | Venezuela                                                              | 1 – 3                                                                  | Nigeria                                                                | Amichevole                                                             | 1                                                                      |                                                                        |
| 9-1-2013                                                               | Faro                                                                   | Capo Verde                                                             | 0 – 0                                                                  | Nigeria                                                                | Amichevole                                                             | -                                                                      | 46’                                                                    |
| 21-1-2013                                                              | Nelspruit                                                              | Nigeria                                                                | 1 – 1                                                                  | Burkina Faso                                                           | Coppa d'Africa 2013 - 1º turno                                         | -                                                                      | 78’                                                                    |
| 25-1-2013                                                              | Nelspruit                                                              | Zambia                                                                 | 1 – 1                                                                  | Nigeria                                                                | Coppa d'Africa 2013 - 1º turno                                         | -                                                                      | 79’                                                                    |
| 29-1-2013                                                              | Rustenburg                                                             | Etiopia                                                                | 0 – 2                                                                  | Nigeria                                                                | Coppa d'Africa 2013 - 1º turno                                         | -                                                                      | 75’                                                                    |
| 3-2-2013                                                               | Rustenburg                                                             | Costa d'Avorio                                                         | 1 – 2                                                                  | Nigeria                                                                | Coppa d'Africa 2013 - Quarti di finale                                 | -                                                                      |                                                                        |
| 6-2-2013                                                               | Durban                                                                 | Mali                                                                   | 1 – 4                                                                  | Nigeria                                                                | Coppa d'Africa 2013 - Semifinale                                       | 1                                                                      | 72’                                                                    |
| 10-2-2013                                                              | Johannesburg                                                           | Nigeria                                                                | 1 – 0                                                                  | Burkina Faso                                                           | Coppa d'Africa 2013 - Finale                                           | -                                                                      | 90+2’                                                                  |
| 23-3-2013                                                              | Calabar                                                                | Nigeria                                                                | 1 – 1                                                                  | Kenya                                                                  | Qual. Mondiali 2014                                                    | -                                                                      |                                                                        |
| 31-5-2013                                                              | Houston                                                                | Messico                                                                | 2 – 2                                                                  | Nigeria                                                                | Amichevole                                                             | 1                                                                      | 52’                                                                    |
| 5-6-2013                                                               | Nairobi                                                                | Kenya                                                                  | 0 – 1                                                                  | Nigeria                                                                | Qual. Mondiali 2014                                                    | -                                                                      | 69’                                                                    |
| 17-6-2013                                                              | Belo Horizonte                                                         | Tahiti                                                                 | 1 – 6                                                                  | Nigeria                                                                | Conf. Cup 2013 - 1º turno                                              | -                                                                      | 51’                                                                    |
| 20-6-2013                                                              | Salvador                                                               | Nigeria                                                                | 1 – 2                                                                  | Uruguay                                                                | Conf. Cup 2013 - 1º turno                                              | -                                                                      | 73’                                                                    |
| 23-6-2013                                                              | Fortaleza                                                              | Nigeria                                                                | 0 – 3                                                                  | Spagna                                                                 | Conf. Cup 2013 - 1º turno                                              | -                                                                      |                                                                        |
| 14-8-2013                                                              | Durban                                                                 | Sudafrica                                                              | 0 – 2                                                                  | Nigeria                                                                | Amichevole                                                             | -                                                                      | 77’                                                                    |
| 10-9-2013                                                              | Kaduna                                                                 | Nigeria                                                                | 4 – 1                                                                  | Burkina Faso                                                           | Amichevole                                                             | 2                                                                      | 80’                                                                    |
| 13-10-2013                                                             | Addis Abeba                                                            | Etiopia                                                                | 1 – 2                                                                  | Nigeria                                                                | Qual. Mondiali 2014                                                    | -                                                                      | 67’                                                                    |
| 16-11-2013                                                             | Calabar                                                                | Nigeria                                                                | 2 – 0                                                                  | Etiopia                                                                | Qual. Mondiali 2014                                                    | -                                                                      | 59’                                                                    |
| 18-11-2013                                                             | Londra                                                                 | Italia                                                                 | 2 – 2                                                                  | Nigeria                                                                | Amichevole                                                             | -                                                                      | 77’                                                                    |
| 27-5-2016                                                              | Le Petit-Quevilly                                                      | Nigeria                                                                | 1 – 0                                                                  | Mali                                                                   | Amichevole                                                             | -                                                                      | 61’                                                                    |
| 31-5-2016                                                              | Lussemburgo                                                            | Lussemburgo                                                            | 1 – 3                                                                  | Nigeria                                                                | Amichevole                                                             | 1                                                                      | 70’                                                                    |
| 3-9-2016                                                               | Uyo                                                                    | Nigeria                                                                | 1 – 0                                                                  | Tanzania                                                               | Qual. Coppa d'Africa 2017                                              | -                                                                      | 73’                                                                    |
| 9-10-2016                                                              | Ndola                                                                  | Zambia                                                                 | 1 – 2                                                                  | Nigeria                                                                | Qual. Mondiali 2018                                                    | -                                                                      | 73’                                                                    |
| Totale                                                                 |                                                                        | Presenze                                                               | 27                                                                     |                                                                        | Reti                                                                   | 6                                                                      |                                                                        |

## Palmarès

### Club

#### Competizioni nazionali
- Coppa d'Ucraina: 1

Dinamo Kiev: 2013-2014
- Campionato greco: 1

Olympiakos: 2015-2016

### Nazionale
- Coppa d'Africa: 1

Sudafrica 2013